# Rosalie Loveling
Rosalie Loveling (n. 20 martie, 1834, Nevele, Belgia – d. 4 mai, 1875, Nevele, Belgia) a fost o scriitoare flamandă.
1. 1 2 3 4  Messager des sciences historiques de Belgique[*], 1875, p. 510 Verificați valoarea |titlelink= (ajutor)
2. ↑  Rosalie Loveling, Biografisch Portaal, accesat în 9 octombrie 2017
3. 1 2  Autoritatea BnF, accesat în 10 octombrie 2015